# Chott Melrhir
El chott Melrhir (en árabe: شط ملغيغ‎), también conocido como chott Melghir o chott Melhir, es un chott o lago de sal endorreico localizado en el nordeste de Argelia. Es la parte más occidental de una serie de depresiones, que se extienden desde el golfo de Gabes y se adentran en el Sahara. Se crearon entre el Mioceno y el Pleistoceno temprano como resultado de la compresión que acompañó a la formación de la cordillera del Atlas. Con una extensión máxima de unos 6.700 km², el chott Melrhir es el lago más grande de Argelia. Se encuentra casi en su totalidad por debajo del nivel del mar, y el punto más bajo de Argelia, a -40 m, se encuentra cerca del centro del lago. Su tamaño varía a lo largo del año y suele ser mayor de 130 km de este a oeste. Las ciudades cercanas son Biskra (60 km al noreste), El Oued y Touggourt (85 km al sur).

## Hidrología, geología y geografía
Durante la temporada de lluvia en invierno, el lago se llena por la aportación de numerosos wadis (ríos estacionalmente secos) que, en su mayoría, llegan del norte y del noroeste. Los mayores de ellos son el Djedi y el Arab que corren de oeste a este por las laderas de las montañas Aurés. Otros menos importantes son Abiod, Beggour Mitta, Biskra, Bir Az Atrous, Cheria, Demmed, Dermoun, Derradj, Djedeida, Djemorah, Halail, Horchane, Ittel, Mechra, Melh, Mzi, Messad, Oum El Ksob, Soukies, Tadmit y Zeribet. En verano, el lago y la mayoría de los ríos se secan, y el chott Melrhir se convierte en un salar. La evaporación de agua anual varía entre 9,6 y 20 km³, y la evaporación desde el suelo al lado del lago puede alcanzar los 14 km³.
El chott Melrhir está separado del cercano chott Meorouane, que se encuentra al suroeste, por una franja de tierra permanente seca, que en algunos lugares tan solo tiene 4 kilómetros de anchura. El fondo del lago está compuesto principalmente de yeso y barro y está cubierto de sal en el verano. El lago emite un olor similar al ajo. Aunque la tierra seca en los alrededores del lago parece cultivable, es casi estéril debido a la alta concentración de sal. Por la misma razón, el suelo absorbe mucha condensación durante la noche que lo mantiene en parte húmedo durante gran parte del día.

## Clima
El clima en el chott Melrhir es cálido y seco, con una alta evaporación y precipitaciones bajas. Las temperaturas medias mínimas y máximas son de 11,4 °C y 34,2 °C, respectivamente, y la temperatura mínima es de 0 °C. La precipitación anual es inferior a 160 mm. Los vientos tienen una velocidad de entre 2,7 y 5,3 m/s, y se dirigen sobre todo al sureste, entre junio y septiembre, y al noroeste, entre el otoño y la primavera. Las tormentas de arena son más frecuentes en invierno y verano y duran 39 días por año en promedio.

## Flora y fauna

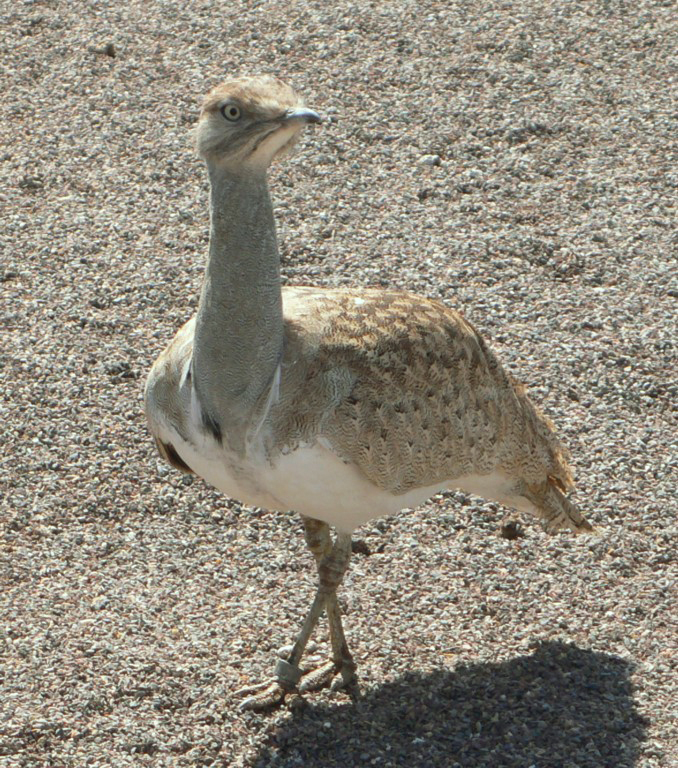
La hubara logra vivir en el ambiente salino cuando el lago se seca en verano

Las aguas poco profundas del lago contienen escasa vegetación compuesta por 72 especies de plantas que se han adaptado al agua salada, como glasswort Parish (Arthrocnemum subterminale), lavanda del mar (Limonium), juncos (Juncus), glasswort (Salicornia), Sarcocornia, junco (Scirpus) y seepweeds (Suaeda). Algunas especies son únicas de Argelia y 14 son endémicas, como la Fagonia microphylla, la Oudneya africana, la Zygophyllum cornutum, la Limoniastrum feii y la Ammosperma cinerea. Crecen hasta unos 30 cm de altura y alojan una avifauna relativamente rica, sobre todo de patos, gangas, hubaras y grandes flamencos.
Las aguas del lago están saturadas de sal con unas concentraciones que llegan a los 0,4 kg/l y mantienen muy pocas especies animales, como el camarón de salmuera. Jabalíes, chacales dorados, liebres y zorros se observaron alrededor del lago. En junio de 2003, el chott Melrhir se incluyó en la Lista Ramsar de humedales de importancia internacional.

## Historia
El militar y geógrafo francés François Élie Roudaire propuso en 1874 la idea de excavar un canal para unir la zona de los chotts con el Mediterráneo y crear así un nuevo mar interior. Entre otros beneficios, la masa de agua introducida alteraría materialmente el clima local y ayudaría a convertir la región en un «granero de trigo». Ferdinand de Lesseps, que acababa de triunfar en el canal de Suez, adoptó la idea y con él muchos escritores, científicos y políticos. Finalmente, la idea fue abandonada.